# Feuerwehr Bochum
Die Feuerwehr Bochum ist eine kommunale Behörde der Stadt Bochum. Sie besteht aus der im Jahr 1901 gegründeten Berufsfeuerwehr und vierzehn Freiwilligen Feuerwehren und untersteht als Amt 37 dem Dezernat III: Personal, Recht und
Ordnung. Sie übernimmt Aufgaben im Bereich des Brandschutzes, der Technischen Hilfeleistung und des Rettungsdienstes. Der oberste Dienstherr der Feuerwehr Bochum ist der Oberbürgermeister der Stadt Bochum.
Täglich rücken die Fahrzeuge der Feuerwehr und des Rettungsdienstes über 150 Mal aus. Von den rund 60.000 Einsätzen im Jahr fällt der Großteil auf den Rettungsdienst.

## Aufgaben
Die Aufgaben der Feuerwehr Bochum ergeben sich hauptsächlich aus dem „Gesetz über den Brandschutz, die Hilfeleistung und den Katastrophenschutz (BHKG)“ und dem „Gesetz über den Rettungsdienst sowie die Notfallrettung und den Krankentransport durch Unternehmer“ des Landes Nordrhein-Westfalens. Die Feuerwehr kümmert sich im Rahmen ihrer Aufgaben um die Abwehr und Beseitigung von Gefahren für Menschen, Tiere, Sachwerte und Umwelt, welche durch Brände, Unfälle oder Umwelteinflüsse entstanden sind. Hinzu kommen Aufgaben im Bereich des Vorbeugenden Brandschutzes (brandschutztechnische Gutachten, Brandschauen etc.).
Zu den weiteren Aufgaben zählt die Aus- und Fortbildung von Feuerwehr und Rettungsdienst.

### Aufgaben im Rettungsdienst
Im Bereich des Rettungsdienstes ist die Feuerwehr Bochum für den Krankentransport, die Notfallrettung und Notarzteinsätze zuständig. Diese Aufgaben werden zusammen mit dem Deutschen Roten Kreuz, der Johanniter Unfallhilfe, dem Malteser Hilfsdienst, dem Arbeiter-Samariter-Bund sowie den privaten Rettungsdienstdienstleistern BOS112 Riscmanagement GmbH und MedcareProfessionell GmbH wahrgenommen.

### Schutzziele
Für feuerwehrtechnische Einsätze definiert die Hilfsfrist eine Eintreffzeit von zehn Feuerwehrleuten innerhalb von zehn Minuten nach Alarmierungszeit in 80 % des Stadtgebietes. Dieses Ziel konnte 2016 in 82,62 % aller Einsätze eingehalten werden.
Im Bereich des Rettungsdienstes wird angestrebt, dass in 90 % aller Fälle nach maximal zehn Minuten nach Annahme des Notrufes ein Rettungswagen und ein Notarzteinsatzfahrzeug (falls dies initial als notwendig angesehen wurde) am Notfallort eingetroffen sein müssen.

## Berufsfeuerwehr

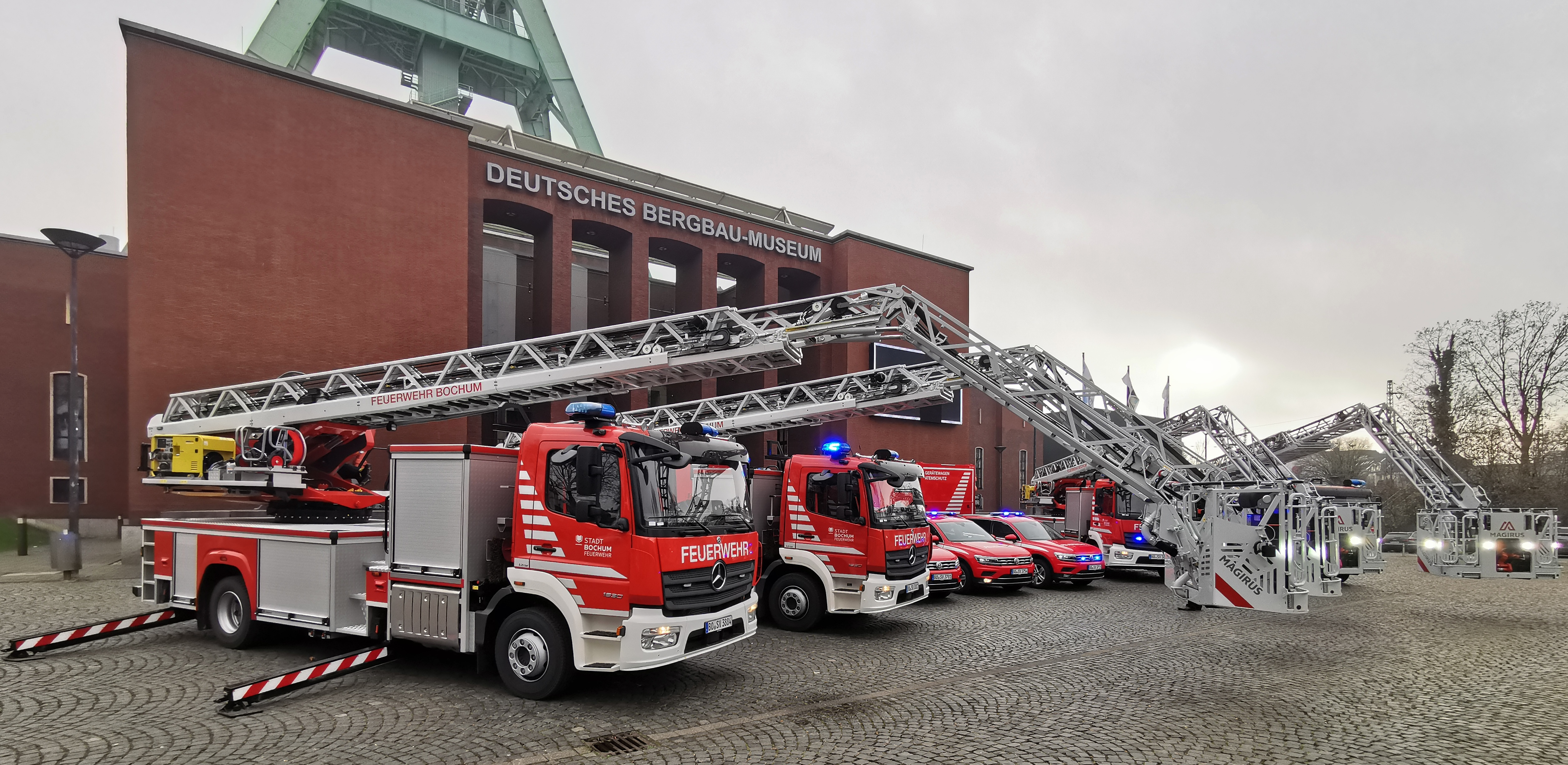
Feuerwehr Bochum vor dem Deutschen Bergbau-Museum

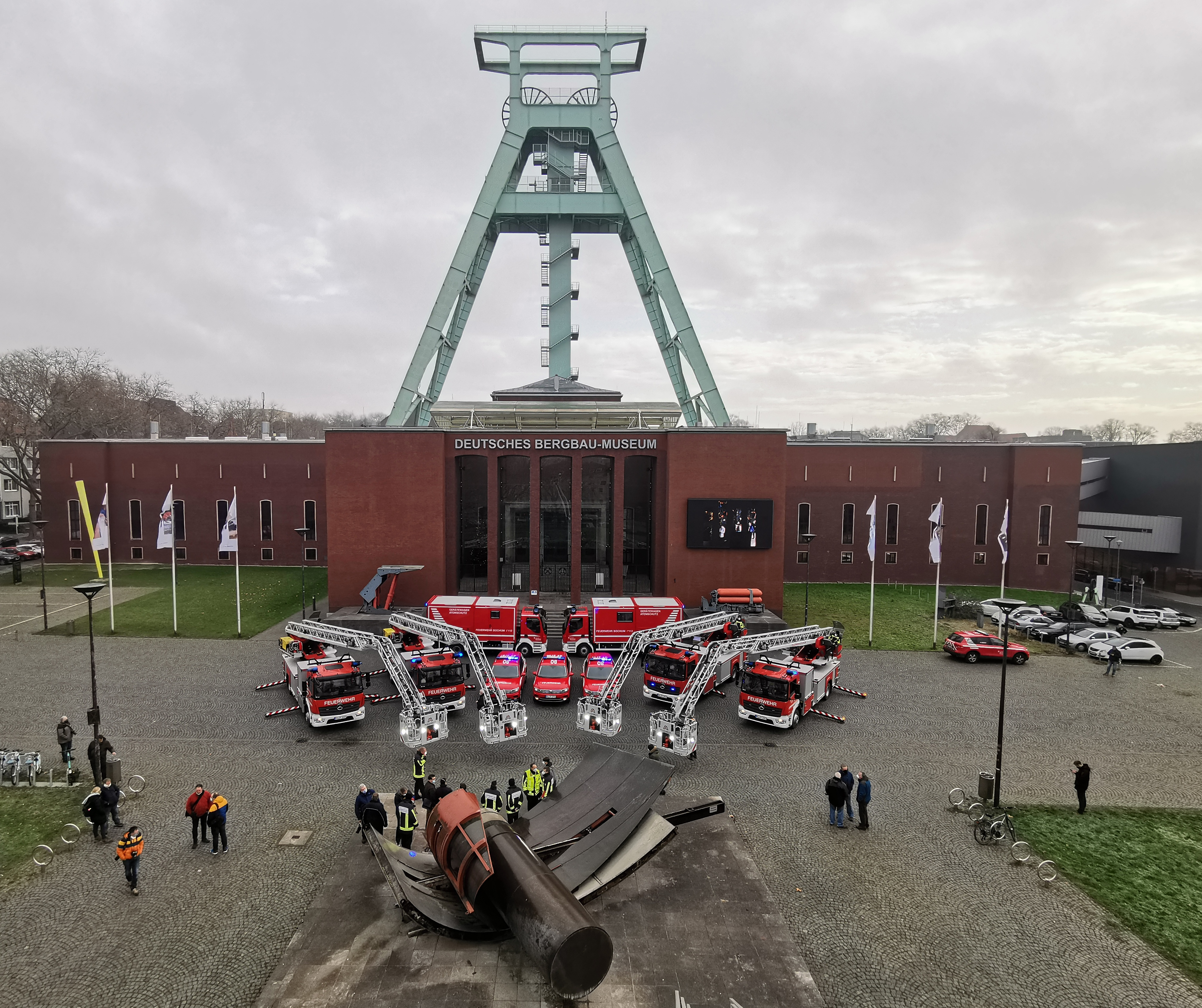
Feuerwehr Bochum vor dem Deutschen Bergbau-Museum

### Organisation
Die Feuerwehr Bochum (Stadtamt 37) wird durch einen Leitenden Branddirektor als Amtsleiter geführt. Ihm unterstehen zwei Stabsstellen und fünf Abteilungen:
- 37 S-AL – Stab der Amtsleitung
- 37 ÄLRD – Ärztliche Leitung Rettungsdienst
- Referat 37 1 – Verwaltung
- Referat 37 2 – Aus- und Fortbildung/Einsatzplanung
- Referat 37 3 – Operativer Dienst
- Referat 37 4 – Vorbeugender Brandschutz
- Referat 37 5 – Technik

### Standorte Feuerwehr
Die Feuerwehr Bochum unterhält insgesamt vier Feuer- und Rettungswachen im Stadtgebiet von Bochum. Hier sind neben den Löschzügen der Berufsfeuerwehr auch Rettungswagen stationiert.
An den einzelnen Feuer- und Rettungswachen (FRW) sind zudem verschiedene Werkstätten und Sondereinheiten untergebracht:
- An der FRW I ist die Werkstatt für Atemschutzgeräte untergebracht, es findet dort die Atemschutzausbildung und das Brandbekämpfungstraining statt und die Sondereinsatzgruppe Höhenrettung ist hier stationiert.
- An der FRW II befindet sich die Werkstatt für Medizinprodukte.
- Die Rettungsdienstschule ist im Sommer 2020 in ein eigenes Gebäude an die Bessemerstraße gezogen.
- Die HFRW III ist die Hauptwache der Berufsfeuerwehr. Neben der Amtsleitung sind hier der Stab der Amtsleitung und der Ärztliche Leiter Rettungsdienst untergebracht. Auch die Referate für Verwaltung, Aus- und Fortbildung/Einsatzplanung, Operativer Dienst, und Vorbeugender Brandschutz haben hier ihre Büros. Im Bereich der technischen Dienste wurden an der HFRW III die Kfz-, Funk-, Geräte- und Schlauchwerkstatt untergebracht.

| Wache    | Art                      | Standort                           | Wachstärke                                       |
| -------- | ------------------------ | ---------------------------------- | ------------------------------------------------ |
| FRW I    | Feuer- und Rettungswache | Grünstraße 31–37, 44867 Bochum     | 89 Einsatzkräfte in drei Abteilungen             |
| FRW II   | Feuer- und Rettungswache | Bessemerstraße 26, 44793 Bochum    | 96 Einsatzkräfte in drei Abteilungen             |
| HFRW III | Feuer- und Rettungswache | Brandwacht 1, 44894 Bochum         | 172 Einsatzkräfte in drei Abteilungen            |
| FRW IV   | Feuer- und Rettungswache | Hattinger Straße 410, 44795 Bochum | Einsatzkräfte in drei Abteilungen (Anzahl offen) |

### Standorte Rettungsdienst
Um die Aufgaben im Rettungsdienst wahrnehmen zu können, existieren derzeit im Stadtgebiet von Bochum vier Rettungswachen mit NEF-Standorten, drei Rettungswachen und ein einzelner NEF-Standorte. Diese werden entweder in 12-Stunden-Schichten oder rund um die Uhr besetzt.
Im Bochumer Stadtgebiet sind tagsüber  18 Rettungswagen und 5 Notarzteinsatzfahrzeuge im Dienst, nachts 16 Rettungswagen und 3 Notarzteinsatzfahrzeuge.
| Wache                  | Art                            | Standort                                                                | Besetzt durch                          |
| ---------------------- | ------------------------------ | ----------------------------------------------------------------------- | -------------------------------------- |
| RW I – West            | Rettungswache                  | Grünstraße 31–37, 44867 Bochum (an der FRW I)                           | Berufsfeuerwehr, Deutsches Rotes Kreuz |
| RW II – Mitte          | Rettungswache und NEF-Standort | Bessemerstraße 26, 44793 Bochum (an der FRW II)                         | Berufsfeuerwehr, BOS112, Johanniter    |
| RW III – Ost           | Rettungswache und NEF-Standort | Brandwacht 1, 44894 Bochum (an der HFRW III)                            | Berufsfeuerwehr, Malteser Hilfsdienst  |
| RW IV – Weitmar        | Rettungswache und NEF-Standort | Hattinger Straße 410, 44795 Bochum (an der FRW IV)                      | Berufsfeuerwehr, Deutsches Rotes Kreuz |
| RW V – Weitmar         | Rettungswache                  | Wohlfahrtstraße 124, 44799 Bochum (am Standort Arbeiter-Samariter-Bund) | Arbeiter-Samariter-Bund                |
| RW VI - Linden         | Rettungswache                  | Lindener Straße 109, 44879 Bochum                                       | MedCare Professional                   |
| RW VII – Grumme        | Rettungswache                  | Max-Greve-Straße 40, 44791 Bochum (am Standort Johanniter-Unfall-Hilfe) | Johanniter-Unfall-Hilfe                |
| RW VII – Grumme        | Rettungswache und NEF-Standort | Gudrunstraße 56, 44791 Bochum (am St. Josef-Hospital Bochum)            | Berufsfeuerwehr                        |
| RW VIII – Wattenscheid | NEF-Standort                   | Voedestraße 79, 44866 Bochum (am Martin-Luther-Krankenhaus)             | Johanniter-Unfall-Hilfe                |

### Feuerwehrsport
Bei den alle vier Jahre stattfindenden Internationalen Feuerwehr-Sportwettkämpfen des Weltfeuerwehrverbandes CTIF vom 9. bis 16. Juli 1973 in Brünn/Tschechien nahm die Berufsfeuerwehr Bochum teil und belegte den 7. Platz.

## Freiwillige Feuerwehr
Insgesamt besteht die Freiwillige Feuerwehr Bochum aus 14 Löscheinheiten mit rund 420 Einsatzkräften. Diese verfügen im Stadtgebiet entweder über eigene Feuerwehrhäuser oder teilen sich ihren Standort mit der Berufsfeuerwehr. Zudem wurden zwei Sondereinheiten etabliert, die spezifische Aufgaben übernehmen und eigenständige Einheiten sind.
Die Freiwillige Feuerwehr in Bochum wird in der Regel unterstützend zur Berufsfeuerwehr alarmiert. Kleinere Einsätze werden aber auch selbstständig abgearbeitet. Zudem kommen die freiwilligen Kräfte zum Einsatz, wenn die Kräfte der jeweiligen Berufsfeuerwehrwache an einer Einsatzstelle längerfristig gebunden sind und keine weiteren Einsätze zeitgleich abarbeiten können.

### Abschnitt I – Süd / West
| Löscheinheit              | Standort                          | Kürzel    | Bemerkung    |
| ------------------------- | --------------------------------- | --------- | ------------ |
| Günnigfeld                | Osterfeldstr 35, 44866 Bochum     | LE11      |              |
| Sondereinheit Verpflegung | Osterfeldstr 35, 44866 Bochum     | SE-V (41) |              |
| Heide                     | Bochumer Straße 69a, 44866 Bochum | LE12      |              |
| Wattenscheid-Mitte        | Grünstraße 31–37, 44867 Bochum    | LE13      | An der FRW I |
| Eppendorf-Höntrop         | Höntroper Straße 97, 44869 Bochum | LE14      |              |

### Abschnitt II – Mitte
| Löscheinheit | Standort                          | Kürzel | Bemerkung     |
| ------------ | --------------------------------- | ------ | ------------- |
| Bochum-Mitte | Bessemerstraße 26, 44793 Bochum   | LE22   | An der FRW II |
| Altenbochum  | Feldmark 7, 44803 Bochum          | LE23   |               |
| Dahlhausen   | Am Sattelgut 11, 44879 Bochum     | LE24   |               |
| Stiepel      | Kemnader Straße 199, 44797 Bochum | LE25   |               |
| Linden       | Lindener Straße 109, 44879 Bochum | LE26   |               |

### Abschnitt III – Nord / Ost
| Löscheinheit                                | Standort                                                 | Kürzel      | Bemerkung       |
| ------------------------------------------- | -------------------------------------------------------- | ----------- | --------------- |
| Brandwacht                                  | Brandwacht 1, 44894 Bochum                               | LE31        | An der HFRW III |
| Sondereinheit Information und Kommunikation | Brandwacht 1, 44894 Bochum                               | SE-IuK (40) | An der HFRW III |
| Nord                                        | Lothringer Allee 3, 44805 Bochum                         | LE32        |                 |
| Langendreer                                 | Ambergweg 1, 44892 Bochum Stiftstraße (??), 44892 Bochum | LE33        |                 |
| Querenburg                                  | Overbergstraße 16, 44801 Bochum                          | LE34        |                 |

### Jugend- und Kinderfeuerwehr
Zur Nachwuchssicherung der Freiwilligen Feuerwehr Bochum wurde die Jugendfeuerwehr Bochum ins Leben gerufen. Diese besteht aus zehn einzelnen Jugendfeuerwehrgruppen, in denen insgesamt 185 Mädchen und Jungen im Alter von 10 bis 17 Jahren Mitglied sind. Zuletzt wurde die zehnte Jugendfeuerwehrgruppe im Jahr 2019 in Bochum-Langendreer gegründet. Im Jahr 2018 wurde erstmals eine Kinderfeuerwehr in Querenburg und im Oktober 2020 eine zweite Gruppe in Stiepel gegründet. Ihnen gehören zehn Jungen und Mädchen im Alter von sechs bis zwölf Jahren an.

## Dokumentation –Feuer und Flamme
Im Juni 2019 begannen die Dreharbeiten für die dritte Staffel Feuer & Flamme – Mit Feuerwehrmännern im Einsatz bei der Feuerwehr Bochum. Nachdem man sich bei der Feuerwehr Gelsenkirchen gegen eine dritte Staffel entschieden hatte, wird nun die Arbeit der Feuerwehr Bochum gezeigt. Gefilmt wurde hierbei an den Feuer- und Rettungswachen II und III. Die neuen Folgen wurden ab dem 23. März 2020 ausgestrahlt. In der Mediathek waren sie ab 19. März 2020 verfügbar. Die vierte Staffel wurde ebenfalls in Bochum gedreht und im Jahr 2021 ausgestrahlt. Die Ausstrahlung der fünften Staffel begann im Januar 2022. Im Jahr 2023 wurden mit den Staffeln 6 und 7 die letzten beiden Staffeln aus Bochum ausgestrahlt.